# Вільгельм Вундт
Вільгельм Максиміліан Вундт (нім. Wilhelm Maximilian Wundt; 16 серпня 1832, Некарау, тепер у складі Мангейма, Королівство Вюртемберг — 31 серпня 1920, Лейпциг, Німеччина) — німецький лікар, фізіолог, філософ, психолог. Вундт відокремив психологію як науку від філософії та біології і був першою людиною, яка називала себе психологом. В галузі психології використав експериментальну психологію. Менш відомий як основна фігура в соціальній психології. У 1879 році в Лейпцизькому університеті Вундт заснував першу офіційну лабораторію психологічних досліджень. Це визначило психологію як самостійну галузь дослідження. Створивши цю лабораторію, він зміг розробити психологію як науку, окрему від інших дисциплін. Він також заснував перший академічний журнал для психологічних досліджень, Philosophische Studien (з 1883 по 1903) (за ним інший: Psychologische Studien , з 1905 по 1917), щоб публікувати дослідження інституту.
Останні роки життя Вундта пройшли під знаком психології народів (нім. Völkerpsychologie), яку він розумів як вчення про соціальну основу вищої ментальної діяльності.
Опитування, опубліковане в журналі «Американський психолог» у 1991 році, поставило Вундта на перше місце серед «видатних людей усіх часів» на основі оцінок, наданих 29 американськими істориками психології. Вільям Джеймс і Зигмунд Фрейд посіли друге і третє місце з певним відривом.

## Біографія
Вундт народився в Неккарау, Баден (нині частина Мангайма) 16 серпня 1832 року як четверта дитина в сім'ї Максиміліана Вундта (лютеранського священика) та його дружини Марі Фредеріки, уродженої Арнольд (1797—1868). Дід Вундта по батьковій лінії - Фрідріх Петер Вундт (1742—1805), професор географії та пастор у Віблінгені.
Закінчив школу в 1851 і до 1856 року навчався в Тюбінгенському, Берлінському і Гейдельберзькому університетах.
На останньому році навчання у Гейдельберзі Вундт був практично при смерті від серйозного захворювання. Після отримання диплома з медицини в Гейдельберзі Вундт короткий час навчався у Йоганна Мюллера і став співробітником університету — асистентом видатного фізика і фізіолога Германа фон Гельмгольца, з 1858 по 1864 рр. . У цей час він написав свої Статті з теорії чуттєвого сприйняття (1858—1862). Також у Гейдельберзі Вундт одружився з Софі Мау.
У цей період Вундт починає читати перший у світі курс наукової психології, постійно підкреслюючи в ньому використання експериментальних методів, взятих з природничих наук. У своєму курсі він підкреслює фізіологічний зв'язок між мозком та розумом. Знання та досвід Вундта у фізіології мали велике значення для становлення нової науки — психології. Його лекції були опубліковані у вигляді книги Лекції про розум людини та тварин у 1863 р. У 1864 Вундт отримує місце доцента в Гейдельберзі.
Вундт починає роботу, яка привела його до публікації в 1874 р. однією з найважливіших робіт в історії психології, книги " Принципи фізіологічної психології " . Принципи будують психологію як дослідження безпосереднього досвіду свідомості, включаючи почуття, емоції, вольові акти та ідеї, за допомогою методу інтроспекції або самоспостереження.
Професор філософії в Лейпцизькому університеті (від 1875 р.), де організував першу у світі лабораторію експериментальної психології (1879). Окрім експериментальної фізіологічної психології нижчих процесів, визнавав також існування описової та історичної психології, метод якої застосовується до аналізу таких виявів людського духу, як мова, звичаї, міфи тощо.
У тлумаченні співвідношення душі та тіла, психічного і фізичного виходив із первинності першого чинника. На думку Вундта, душа або дух є фундаментом матерії, а не навпаки. Логіку розглядав як теорію форм синтезуючого мислення, на яку має спиратися методологія усіх наук. Згідно з Вундтом, етика — це апріорне знання абсолютних цінностей.
Хоча опис звичаїв різних груп людей з точки зору психології утворює необхідне підґрунтя формування моральних норм, головним чином у цьому процесі є історично конкретизована рефлексія абсолютних цінностей.

## Основні праці
- 1876. Вплив філософії на емпіричні науки
- 1880—1883. Логіка
- 1886. Етика
- 1889. Система філософії

### Лабораторія експериментальної психології
У 1879 році в Лейпцизькому університеті Вундт відкрив першу в історії лабораторію, присвячену виключно психологічним дослідженням, і ця подія ознаменувала офіційне народження психології як самостійної галузі дослідження. Нова лабораторія була заповнена аспірантами, які проводили дослідження на теми, визначені Вундтом, і незабаром вона привабила молодих вчених з усього світу, які прагнули дізнатися про нову науку, розроблену Вундтом.
У 1876 році Лейпцизький університет виділив Вундту лабораторію для зберігання обладнання, яке він привіз із Цюриха. Розташована в будівлі Konvikt, багато демонстрацій Вундта відбувалися в цій лабораторії через незручність транспортування його обладнання між лабораторією та його класом. Вундт організував виготовлення відповідних інструментів і зібрав багато одиниць обладнання, наприклад тахістоскопів, хроноскопів, маятників, електричних пристроїв, таймерів і сенсорних картографічних пристроїв, а також, як відомо, призначав інструмент різним студентам із завданням розробки використання для майбутні дослідження в експерименті.  Між 1885 і 1909 роками було 15 помічників.
У 1879 році Вундт почав проводити експерименти, які не були частиною його курсової роботи, і він стверджував, що ці незалежні експерименти зміцнили легітимність його лабораторії як офіційної лабораторії психології, хоча університет офіційно не визнав будівлю частиною кампусу до 1883 року. Лабораторія розросталась і охоплювала загалом одинадцять кімнат, Психологічний інститут, як стало відомо, зрештою переїхав до нової будівлі, яку Вундт спроектував спеціально для психологічних досліджень.

### Викладання Вундта в Інституті експериментальної психології
Список лекцій Вундта протягом зимових семестрів 1875—1879 років показує широку програму, 6 днів на тиждень, в середньому 2 години щодня, наприклад, у зимовий семестр 1875 року: психологія мови, антропологія, логіка та епістемологія; і протягом наступного літнього семестру: психологія, мозок і нерви, а також фізіологія. Космологія, історична та загальна філософія були включені в дослідження Bringmann, Ungerer (1990). «Заснування Інституту експериментальної психології при Лейпцизькому університеті». Психологічні дослідження.

### Центральні теми творчості Вундта

#### Пам'ять
Вільгельм Вундт провів експерименти з пам'яттю, яку сьогодні можна вважати символічною пам'яттю, короткочасною пам'яттю, а також ефектами інсценування та генерації.

#### Теорія процесу
Психологію цікавить поточний процес, тобто психічні зміни та функціональні зв'язки між сприйняттям, пізнанням, емоціями та волею / мотивацією . Психічні (психологічні) явища — це мінливі процеси свідомості. Їх можна визначити лише як реальність, «безпосередню реальність події в психологічному досвіді».  Відносини свідомості, тобто процеси, що активно організовуються, більше не пояснюються метафізично за допомогою безсмертної «душі» чи абстрактного трансцендентального (духовний) принцип.

#### Розмежування категорій
Вундт вважав посилання на суб'єкт (Subjektbezug), оцінку цінності (Wertbestimmung), існування мети (Zwecksetzung) і вольові акти (Willenstätigkeit) специфічними і фундаментальними категоріями для психології. Він часто використовував формулювання «людина як мотивований і мислячий суб'єкт», щоб охарактеризувати риси, спільні з гуманітарними науками, і категоричну відмінність від природничих наук.

#### Психофізичний паралелізм
Під впливом Лейбніца Вундт ввів термін «психофізичний паралелізм» таким чином: "…усюди, де існують регулярні взаємозв'язки між психічними та фізичними явищами, вони не є ні тотожними, ні перетворюваними одне в одне, оскільки самі по собі непорівнянні; але вони пов'язані одне з одним у спосіб, яким певні психічні процеси регулярно відповідають певним фізичним процесам або, образно виражаючись, протікають «паралельно один одному».  Хоча внутрішній досвід базується на функціях мозку, немає фізичних причин для психічних змін.
Лейбніц писав: «Душі діють згідно із законами кінцевих причин, через прагнення, цілі та засоби. Тіла діють відповідно до законів дієвих причин, тобто законів руху. І ці два царства, діючих причин і кінцевих причини, гармонують одна з одною». (Монадологія, Параграф 79).
Вундт слідує за Лейбніцем і розрізняє фізичну причинність (природну причинність нейрофізіології) і психічну причинність процесу свідомості. Однак обидві причинності не є протилежностями в дуалістичному метафізичному сенсі, а залежать від точки зору.  Причинно-наслідкові пояснення в психології повинні задовольнятися пошуком наслідків попередніх причин, не маючи можливості вивести точні передбачення. Використовуючи приклад вольових актів, Вундт описує можливу інверсію в розгляді причини та наслідку, цілей і засобів і пояснює, як причинно-наслідкові та телеологічні пояснення можуть доповнювати одне одного для встановлення узгодженого розгляду.
Позиція Вундта відрізнялася від тогочасних авторів, які також виступали за паралелізм. Замість того щоб задовольнятися постулатом паралелізму, він розробив свої принципи психічної причинності на відміну від природної причинності нейрофізіології та відповідну методологію. Існують два принципово різні підходи до постульованої психофізичної одиниці, а не лише дві точки зору в сенсі гіпотези ідентичності Густава Теодора Фехнера. Психологічні та фізіологічні твердження існують у двох категорично різних системах відліку; важливо підкреслити важливі категорії, щоб запобігти помилкам у категоріях, як обговорював Ніколай Гартман. У зв'язку з цим Вундт створив першу справжню епістемологію і методологію емпіричної психології (терміну філософія науки ще не існувало).

## Цікаві факти
- На честь Вундта названа оптична ілюзія — Ілюзія Вундта.
- На честь психолога названо астероїд 11040 Вундт[15].